# Big Scale Racing
Big Scale Racing – gra komputerowa, będąca symulacją wyścigów modelami samochodów spalinowych sterowanych drogą radiową. W tym programie modele te wykonane są w skali 1/5, a ich przeciętna wielkość wynosi 90 cm. Wyścigi odbywają się na zamkniętych torach o bardzo zróżnicowanych trasach, nawierzchni i w zmiennych warunkach m.in. pogodowych (deszcz, mgła, błoto, kurz). Gracze mają do wyboru różnego typu modele samochodów, począwszy od zwykłych samochodów wyścigowych, przez terenowe, po ciężarówki.
Wśród kilku trybów rozgrywki znajduje się trening, Quick Race, Cup Championship i Open Championship. W opcji gry jednoosobowej przygotowano 240 komputerowych przeciwników, charakteryzujących się indywidualnymi umiejętnościami i własnym stylem jazdy. W trybie gry wieloosobowej można grać z ośmioma osobami w sieci lokalnej lub internecie. Dostępny jest także tryb gry dwuosobowej split screen na jednym komputerze. Z oficjalnej strony gry można było pobrać bonusową zawartość, taką jak plik aktualizujący, w którym były takie elementy jak edytor skórek, polski przekład, 2 dodatkowe samochody i 2 dodatkowe trasy. Obecnie, strona internetowa nie istnieje.